# 휴 키스번
휴 키스번(영어: Hugh Keays-Byrne, 1947년 5월 18일 ~ 2020년 12월 1일)은 인도 태생의 오스트레일리아 배우이다. 매드 맥스 시리즈의 토커터 역으로 알려져 있다.
그는 잠무 카슈미르 주 스리나가르 출신으로, 1973년에 로열 셰익스피어 컴퍼니에서 연기를 배웠다.

## 출연작 목록
- 매드맥스: 분노의 도로(2015)
- 파스케이프(2001)
- 매드 맥스(1979)